# Сэучу
Сэучу (кит. упр. 色吾曲), Сэухэ (色吾河), в верховье — Анжичу (昂日曲) — река в китайской провинции Цинхай, левый приток Тунтяньхэ.

## География
Река течёт с востока на запад, протекает через административный центр уезда Чумарлеб, после чего поворачивает на юг и впадает в Тунтяньхэ (Янцзы).

## Притоки
Притоки с площадью водосбора более 300 км²:
- Сянь Лун Жэнь Бао (仙陇仁保) — 34°54′35″ с. ш. 95°32′58″ в. д.HGЯO
- Дун Сэучу (东色吾曲) — 34°33′20″ с. ш. 95°32′01″ в. д.HGЯO
- Кунъалун Вома 孔阿陇窝玛 — 34°36′03″ с. ш. 95°20′56″ в. д.HGЯO

## Название
Название реки имеет тибетскую этимологию. «Сэу чу» с тиб. — «жёлтая река». Такое название дано из-за мутности воды в реке в летний период.

### Комментарии
1. ↑  Под этим именем известен участок реки Янцзы в провинции Цинхай.